# روجر سالازار
روجر سالازار (بالإنجليزية: Roger Salazar) هو سكرتير صحفي أمريكي، ولد في 1970.